# Голишче
Голишче (на словенски: Golišče) е село в Словения, Средна Словения, община Лития. Според Националната статистическа служба на Република Словения през 2015 г. селото има 244 жители.